# Glória do Goitá
Gloria del Goitá es un municipio brasileño del estado de Pernambuco. Tiene una población estimada al 2020 de 30.751 habitantes.

## Historia
La ocupación del territorio fue iniciada por David Pereira do Rosário, que recibió las tierras por donación de una nieta de Duarte Coelho. Allí fijó su residencia en una casa de campo en Lagoa Grande e inició el cultivo de las tierras.
Alrededor del 1760, el lugar donde hoy queda el municipio era ocupado por agricultores, que mandaron construir una capilla dedicada a Nossa Senhora da Gloria. Alrededor de esta capilla surgió un pequeño poblado. Posteriormente, en 1775 monjes del Monasterio de San Benito de Olinda se establecieron en la región.
La villa fue creada el 6 de mayo de 1837. Gloria del Goitá se hizo municipio autónomo, emancipado de Paudalho el 9 de julio de 1877.
La denominación del municipio tiene origen en la fusión del nombre de la patrona, Nuestra Señora de la Gloria, con el río Goitá, topónimo que tiene origen en el término tupí “gua-ita”, que significa “piedra del centro”.
Antiguamente el municipio de Gloria del Goitá incluía los distritos de Chã de Alegria y Feira Nova.  Años después los distritos pasaron a ser municipios.
La ciudad también es conocida como "Río Goitá", apodo que fue dado por un río que viene de São Lourenço da Mata y recorre Glória do Goitá.

## Cultura
Es la tierra de José Gomes, el Cabeleira, conocido como el primero cangaceiro. Fue imortalizado en la obra "O Cabeleira", de Franklin Távora, escritor del Romanticismo Brasileño.
Es también la tierra de Madame Satã, artista conocido nacionalmente por su vida conturbada. Fue inmortalizada en la película homónima.
El maracatú es una de las tradiciones del municipio, los habitantes pasan el año entero confeccionando sus disfraces de maracatú para desfilar en el carnaval del municipio, que es una fiesta bastante tradicional y animada.
Es la cuna de los mamulengo y tiene como representantes Zé de Vina y José Lopes ("goiabinha"). Los mamulengos son confeccionados con madera y chita. El Museo del Mamulengo se destaca como el principal punto de cultura, situado en el antiguo mercado público en el centro de la ciudad, presenta diferentes piezas del teatro de muñecos, como también taller de mamulengos llevando el nombre del municipio para diversos locales, inclusive para el exterior.